# Hoa Lư

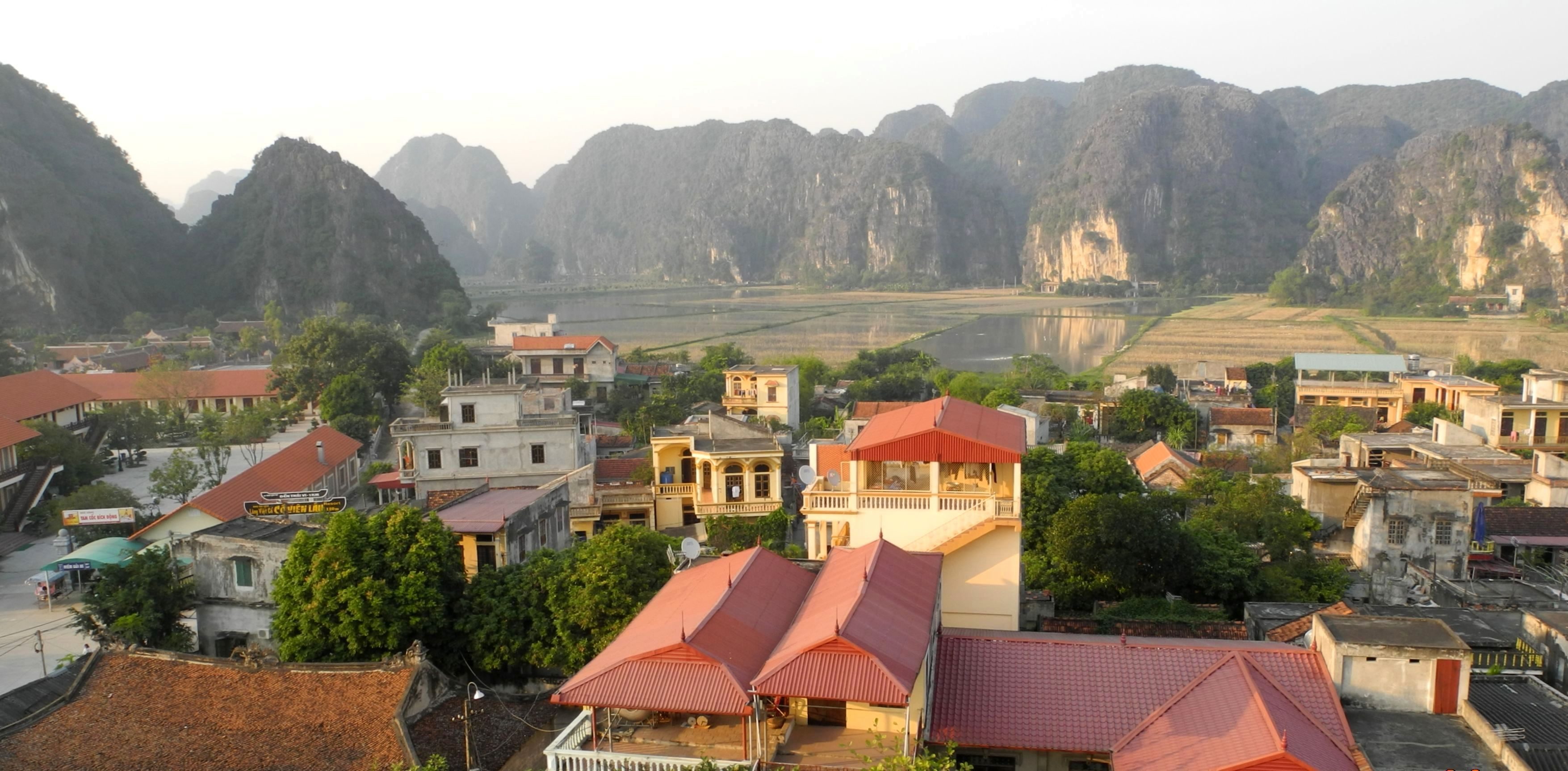
Ortsbild von Ninh Bình

Hoa Lư ist die Hauptstadt der Provinz Ninh Bình im Norden Vietnams. Die Stadt liegt im Herzen der Provinz, 93 Kilometer südlich von Hanoi. Angrenzend liegen die Bezirke Yên Khánh (Südosten) und Ý Yên in der Provinz Nam Định (Nordosten).
Vor 2024 lautete der Name der Stadt Ninh Bình.

## Statistische Angaben
Die Stadt Hoa Lư hat eine Fläche von 4836,49 Hektar und 130.517 Einwohner.
Sie ist unterteilt in 11 Stadtviertel (phường):
- Bích Đào
- Đông Thành
- Nam Bình
- Nam Thành
- Ninh Khánh
- Ninh Phong
- Ninh Sơn
- Phúc Thành
- Tân Thành
- Thanh Bình
- Vân Giang

sowie 3 Gemeinden (xã):
- Ninh Nhất
- Ninh Tiến
- Ninh Phúc

## Verkehr
In der Nähe Ninh Bìnhs verlaufen die Nationalstraßen 1A und 10. Die Stadt hat auch einen Bahnhof. Der Flusshafen von Ninh Phúc ist der größte Vietnams.

## Sehenswürdigkeiten
- Bái Đính Tempel
- Phat Diem Kathedrale

In der Umgebung gibt es natürliche Landschaften, bekannte Berge wie den Non Nước oder den Ngọc Mỹ Nhân, kulturgeschichtliche Relikte und Höhlen wie beispielsweise den Thai-Vi-Tempel, Tam-Coc („Drei Höhlen“), die Bich-Dong-Pagode („Grüne Höhle“), die Zauberin-Höhle und die Linh-Coc-Pagode.

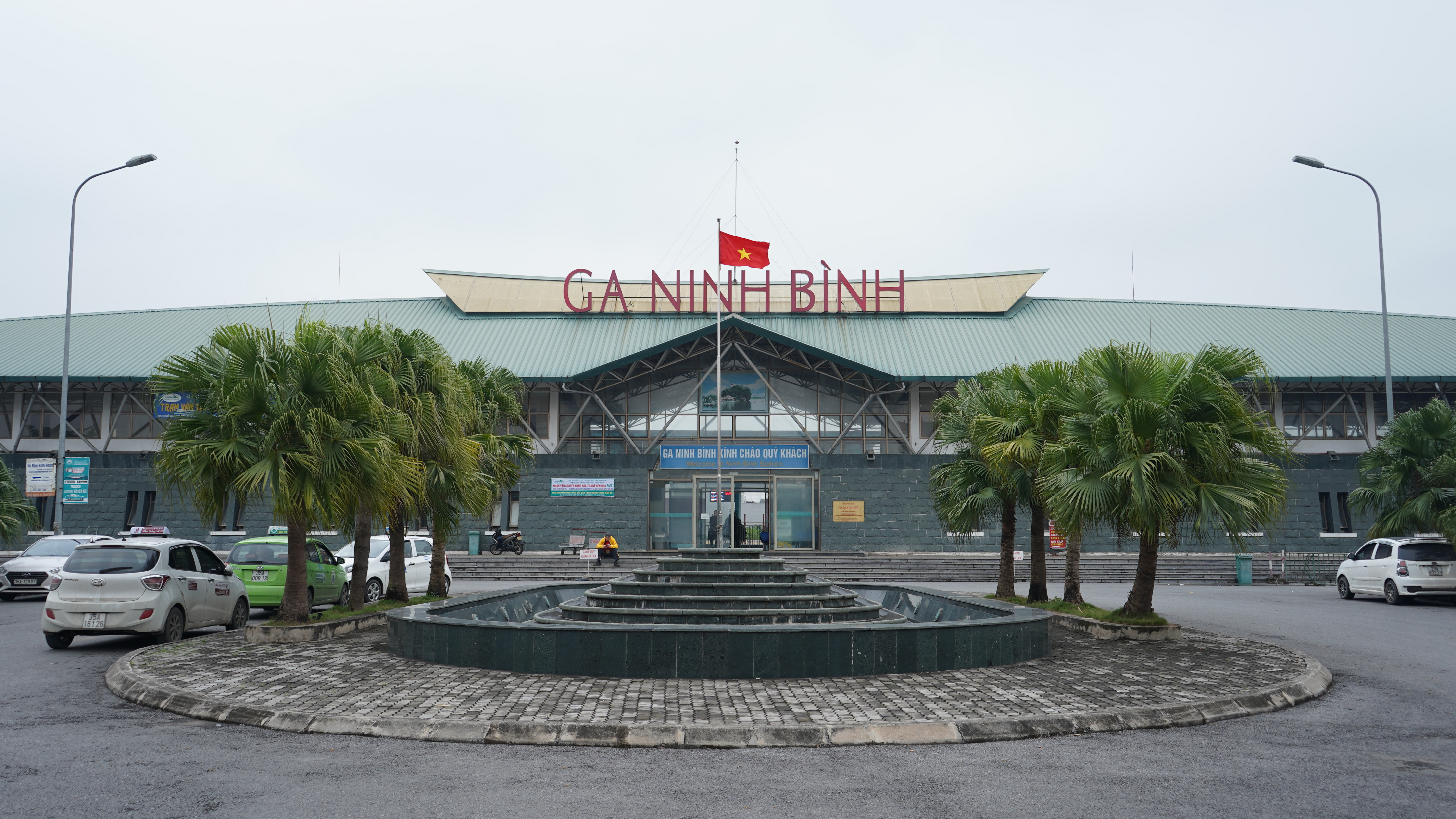
Bahnhof von Ninh Bình
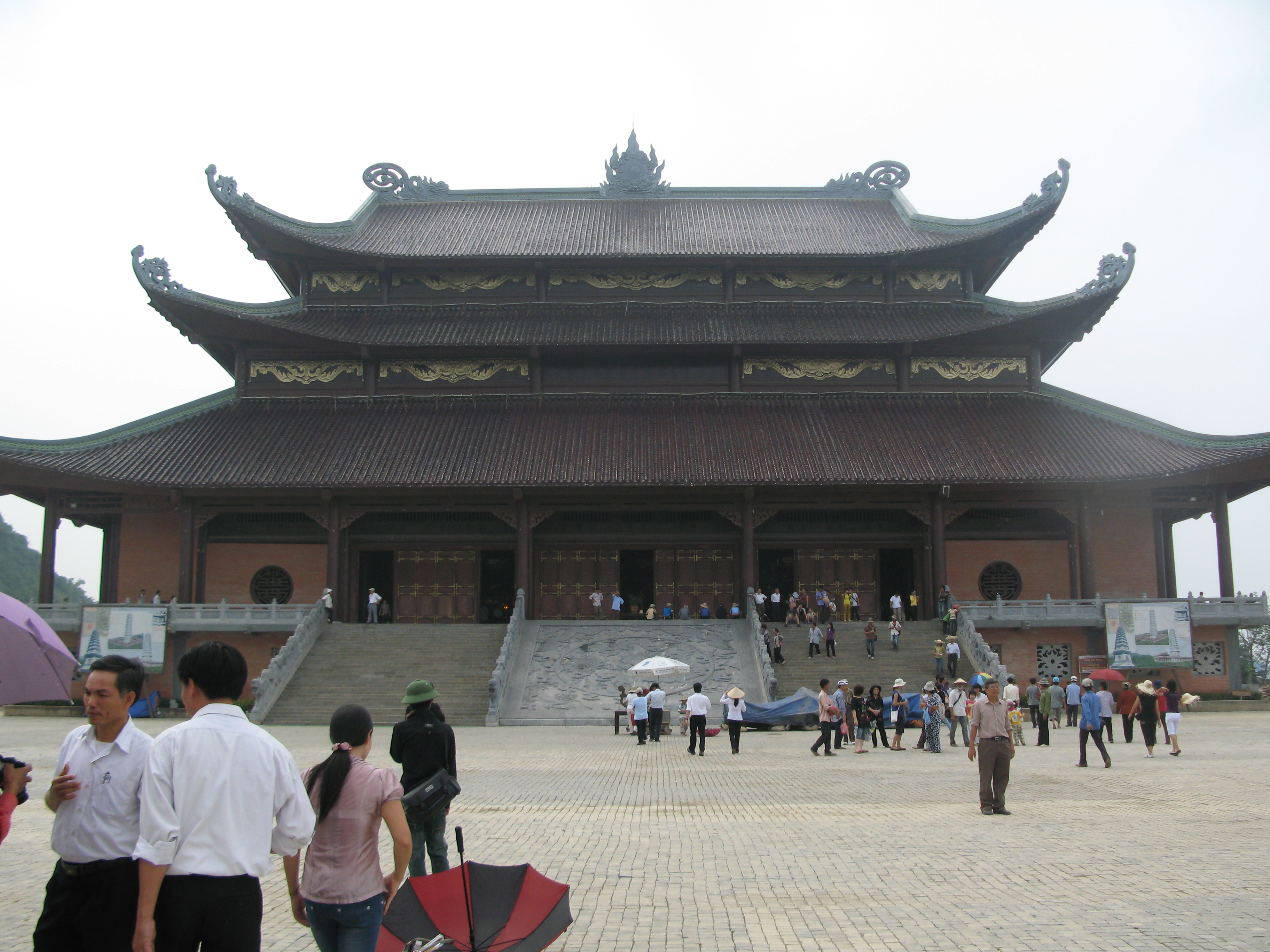
Bái Đính Tempel
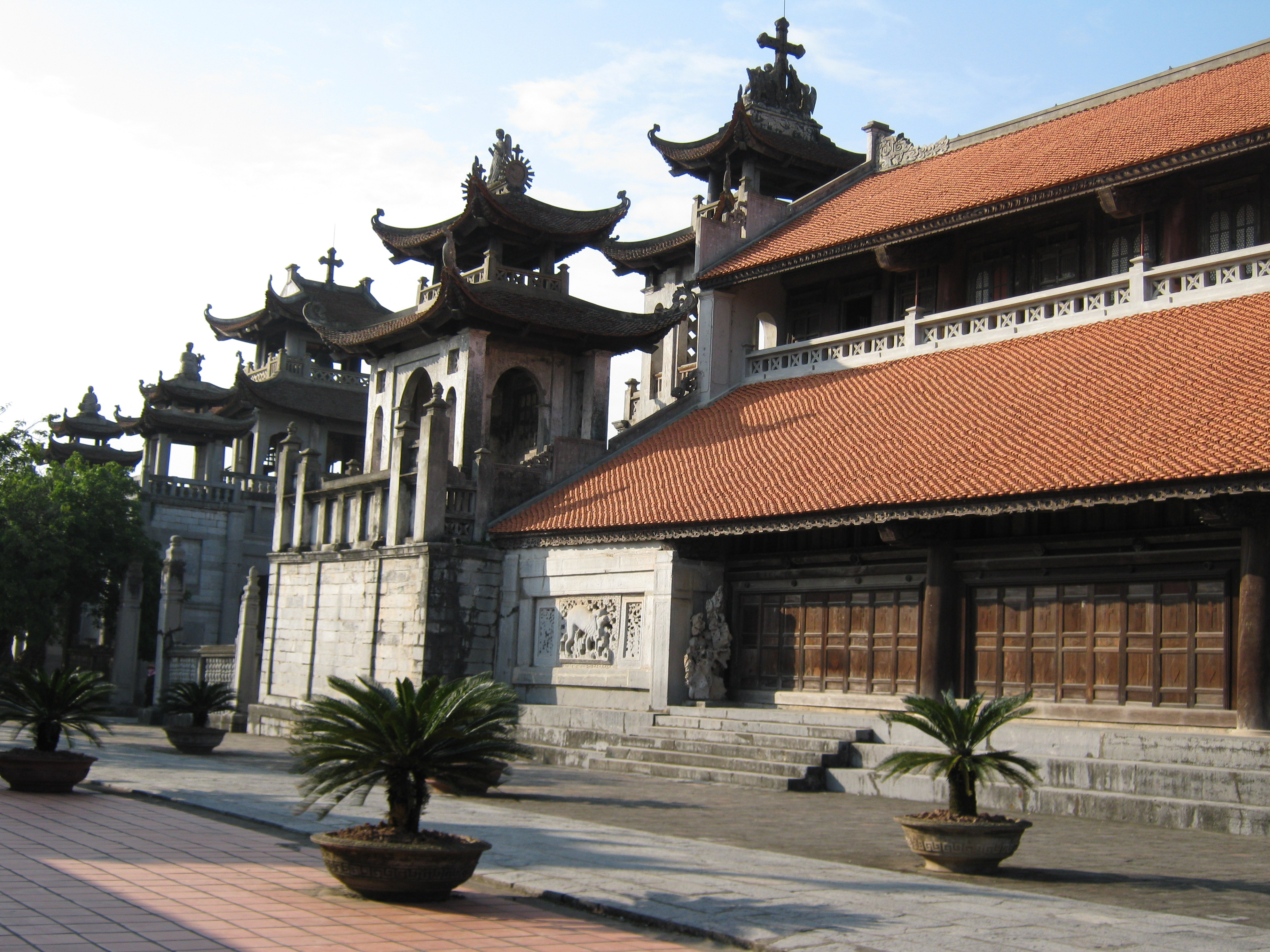
Phat Diem Kathedrale
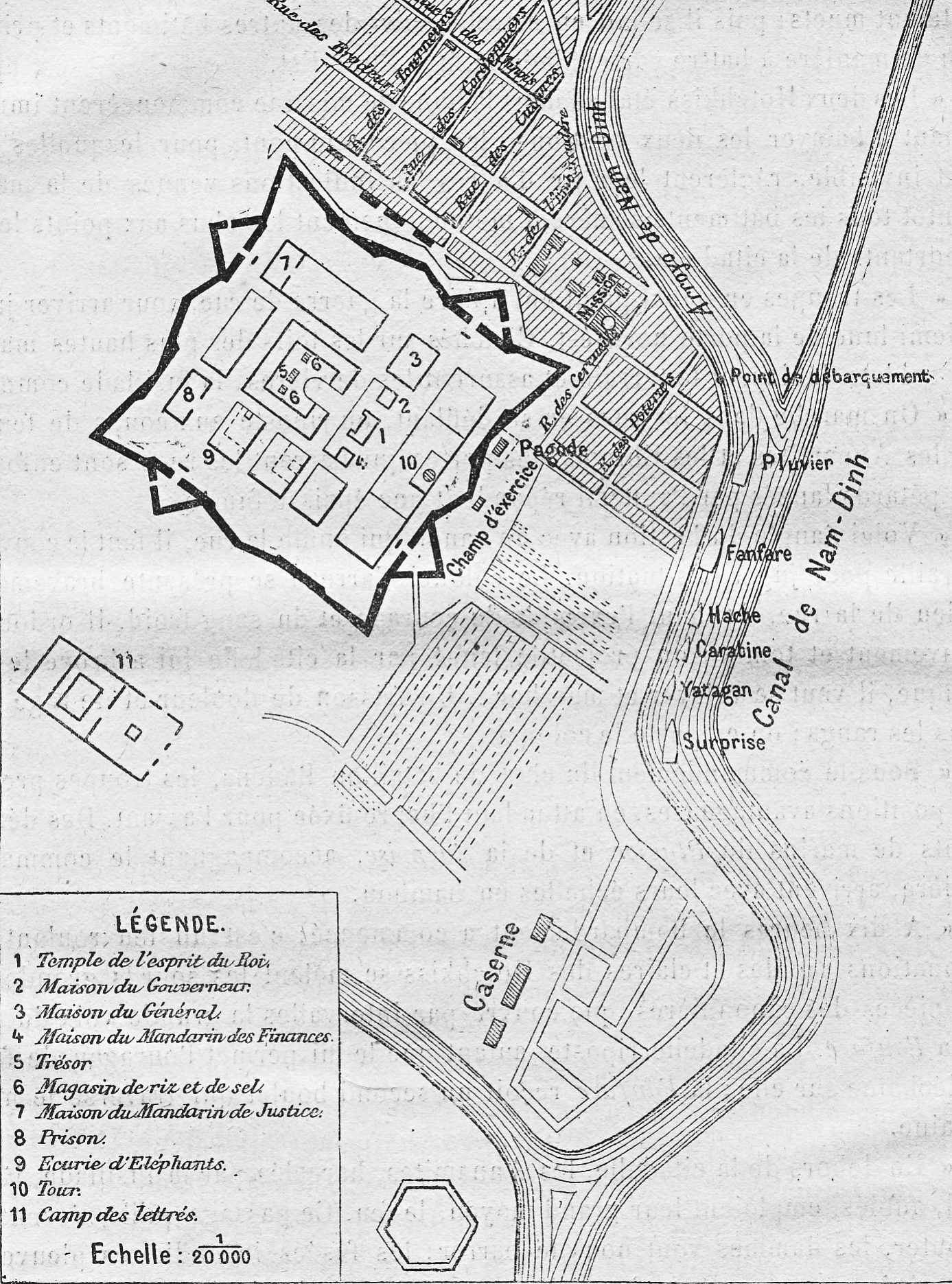
Plan der Zitadelle von Nam Định (1884)

## Söhne und Töchter
- Gioan Đỗ Văn Ngân (* 1953), römisch-katholischer Geistlicher, Bischof von Xuân Lôc